# 埃爾莫 (蒙大拿州)
埃爾莫（英語：Elmo）是位於美國蒙大拿州萊克縣的普查規定居民點。

## 歷史
埃爾莫的郵局自1911年營運至今。

## 人口
根據2020年美國人口普查的數據，埃爾莫的面積為0.82平方千米，皆為陸地。當地共有人口244人，而人口密度為每平方千米297.56人。